# Por la mañana (programa de televisión de 1987)
Por la mañana fue un programa magacín de televisión, presentado y dirigido por Jesús Hermida y emitido por La 1 de Televisión Española entre el 6 de abril de 1987 y julio de 1989.

## Presentadores

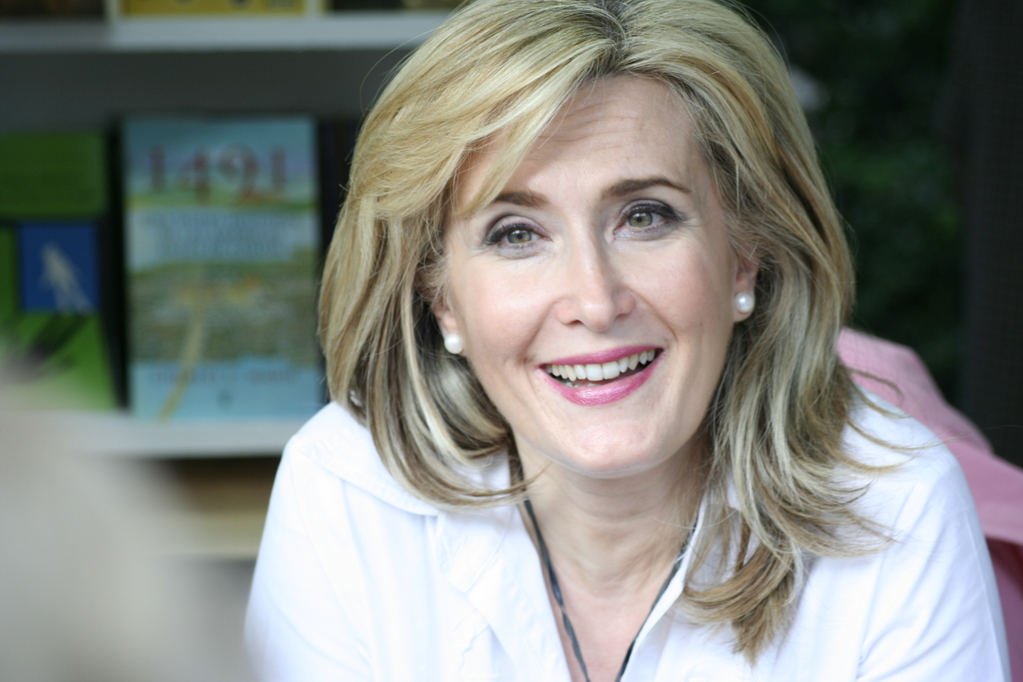
Nieves Herrero

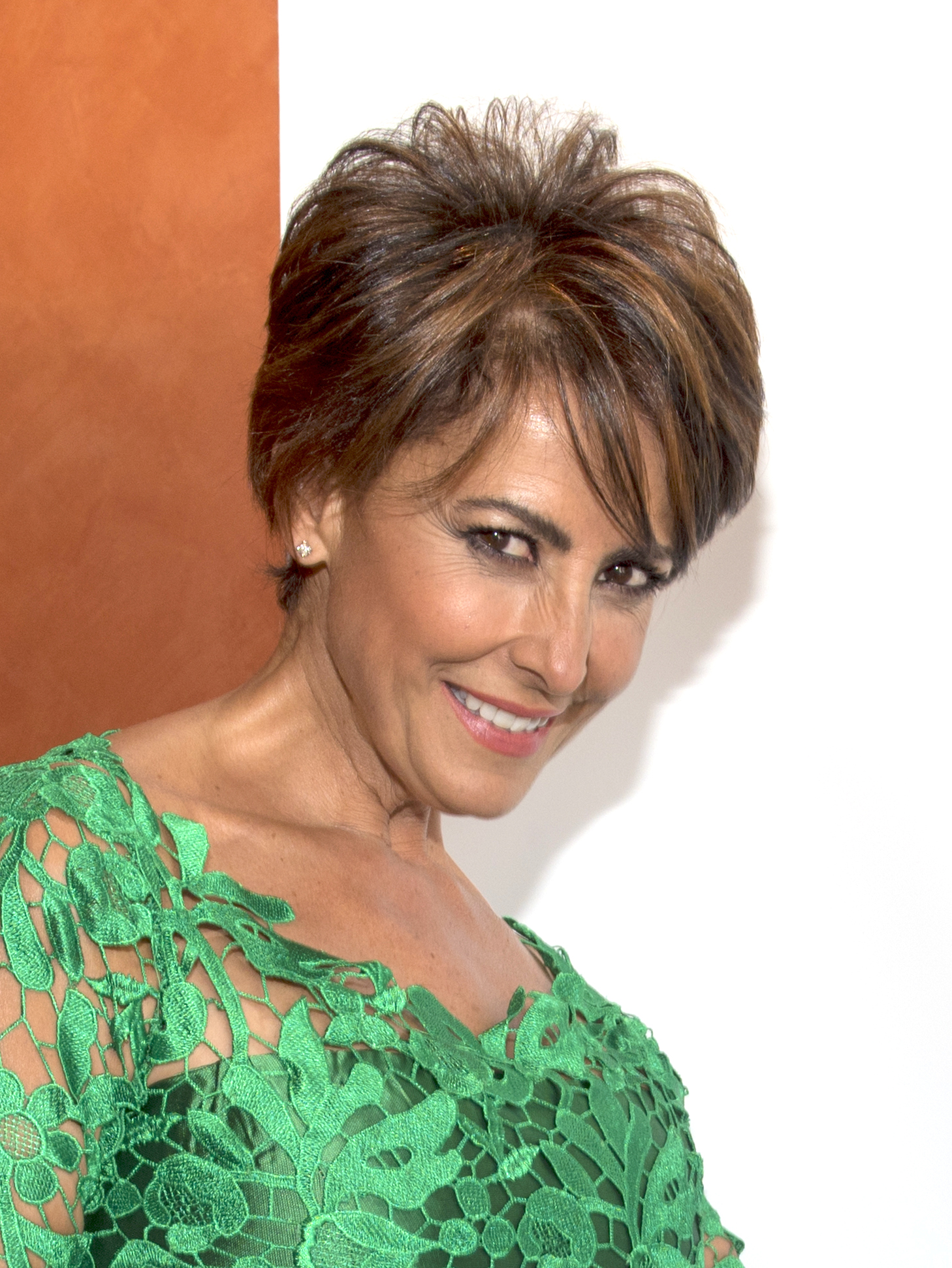
Irma Soriano

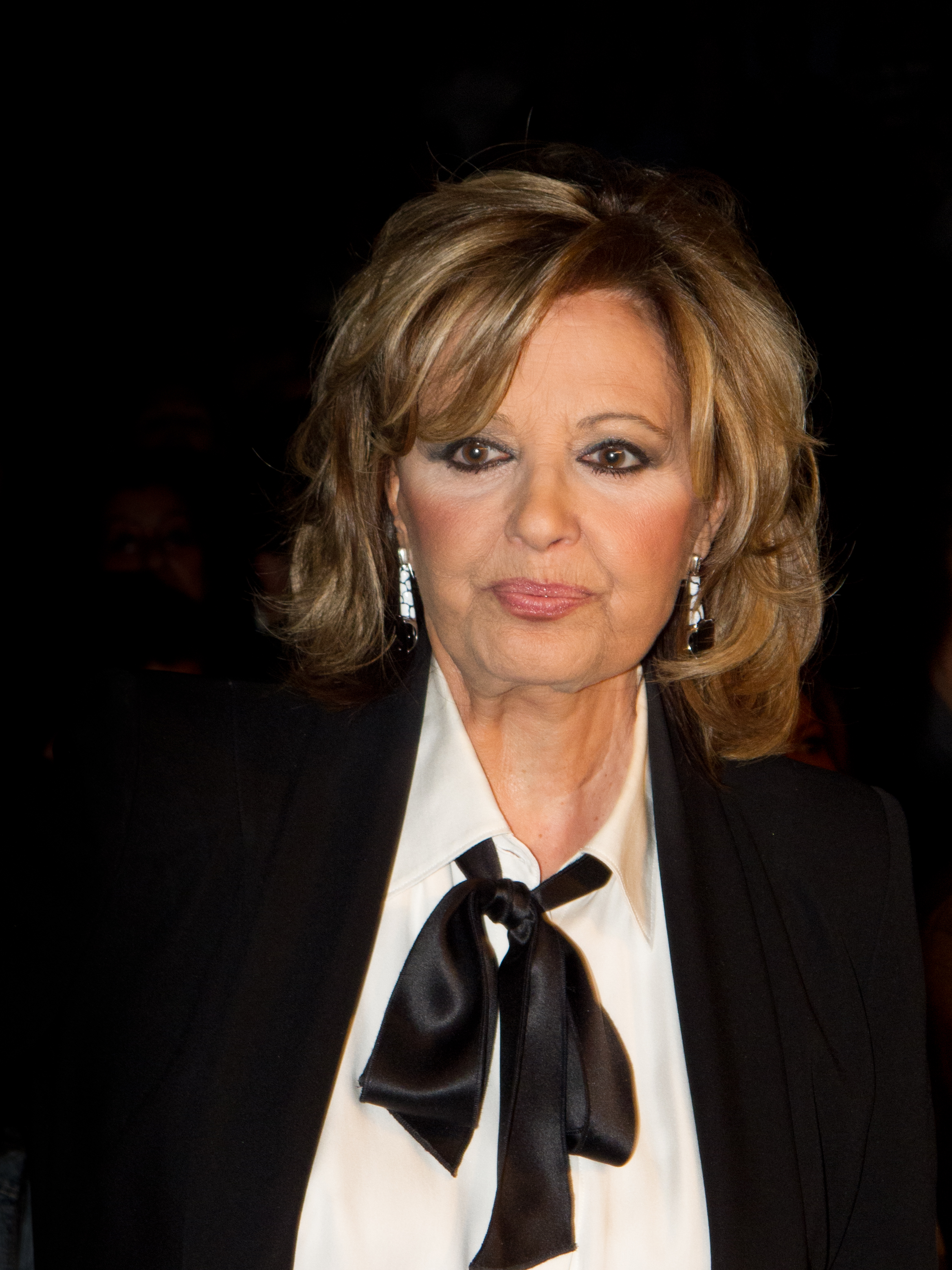
María Teresa Campos

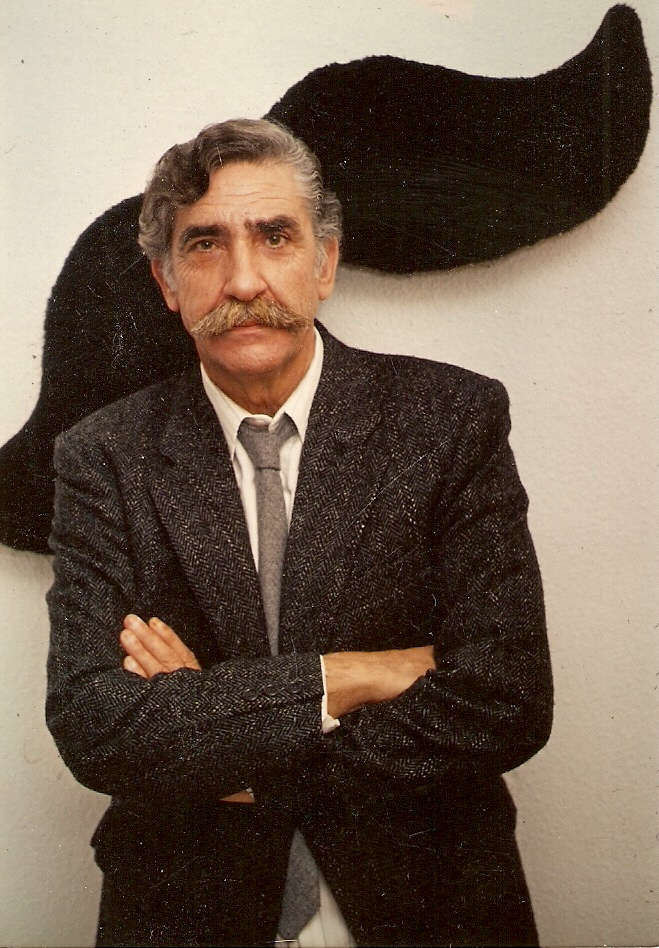
Javier Basilio

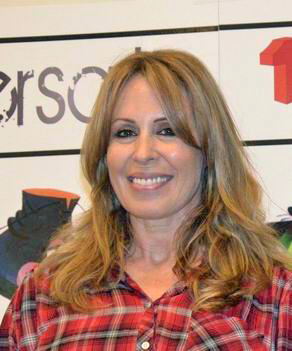
Miriam Díaz-Aroca

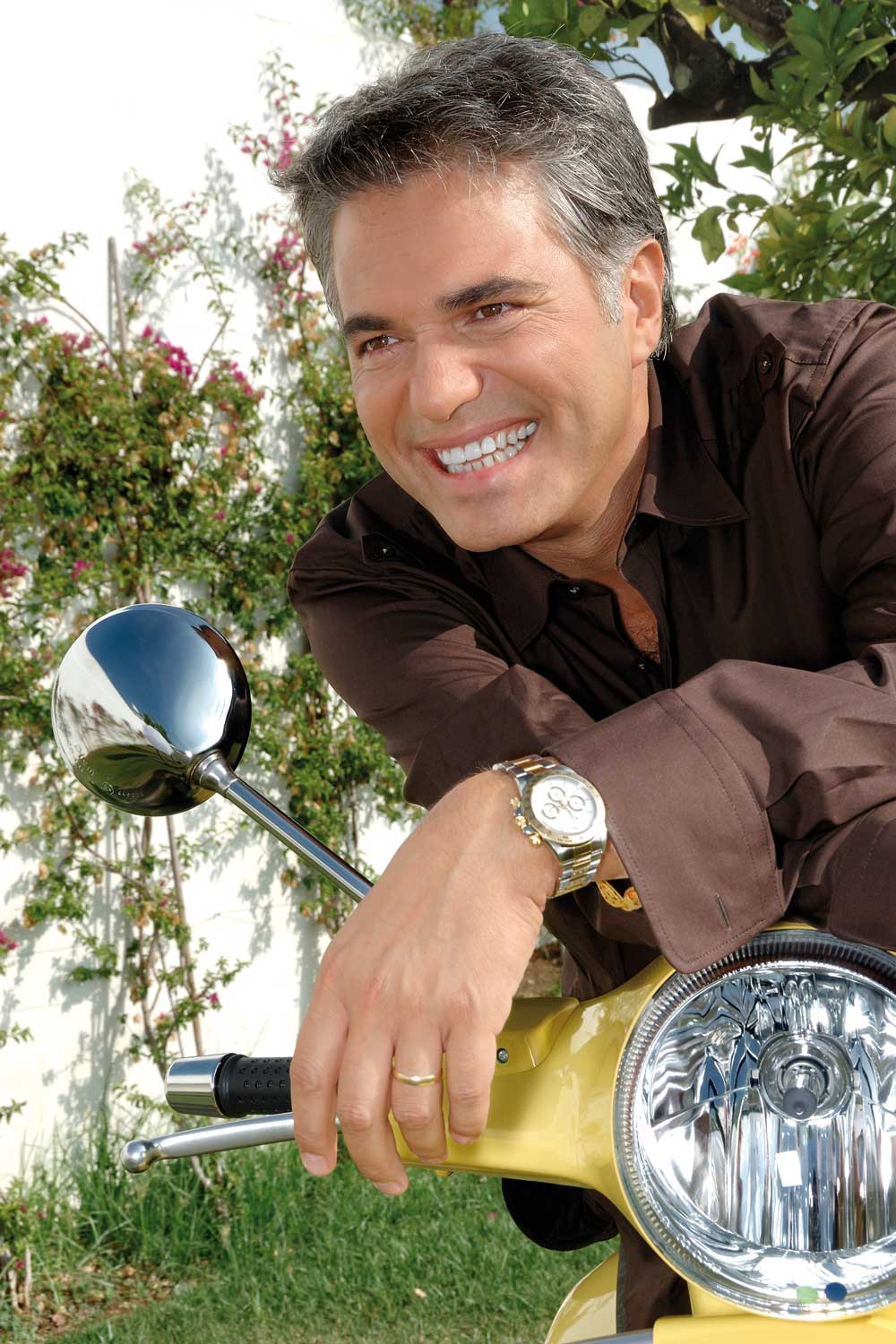
Agustín Bravo

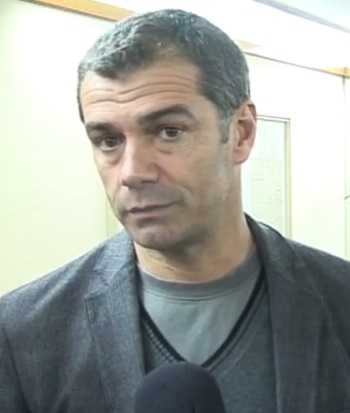
Toni Cantó

Hermida se rodeó de jóvenes colaboradores para conducir el espacio, que se convirtió en una verdadera cantera de futuros profesionales de la televisión en España; profesionales cuyo primer contacto con el medio fue precisamente a través de este programa. Nombres como Nieves Herrero, Irma Soriano, Consuelo Berlanga o Miriam Díaz-Aroca desarrollarían a lo largo de la década siguiente sólidas carreras profesionales en el panorama televisivo español. Tal profusión de jóvenes talentos sirvió para acuñar la expresión Chicas Hermida, para referirse a aquellas profesionales de la televisión que tuvieron su primera oportunidad en la pequeña pantalla de la mano del veterano periodista.
Caso aparte fueron los ya entonces veteranos María Teresa Campos y Javier Basilio. Campos, era una reconocida periodista de larga trayectoria en radio y que ya había presentado algunos programas de televisión, como por ejemplo, La Tarde en 1985. Sin embargo, su notoriedad como personaje público no había pasado de la discreción hasta su paso por el espacio de Hermida, que aumentó su popularidad y el reconocimiento profesional a su labor, lo que aprovechó para consolidarse como una de las grandes estrellas de la televisión en España.
Por su parte, Basilio se había dedicado durante décadas a misiones de reportero para espacios informativos como Informe Semanal, en numerosas ocasiones a riesgo de su propia vida en zonas de conflicto internacional. Pese a ello, la explosión de popularidad, en sus últimos años de vida, se la debe al personaje de Don Basilio, un sujeto gruñón y malhumorado, con claras reminiscencias al Don Cicuta del Un, dos, tres, en el mini-concurso El bote de Don Basilio.
Otros rostros conocidos que en un momento u otro colaboraron en el espacio fueron:
- Patricia Ballestero
- Agustín Bravo (1988-1989)
- Toni Cantó (1988)
- Curro Castillo (1987-1989)
- María Pau Domínguez (1989)
- Elena Markínez (1987)
- Verónica Mengod (1987)
- Maite Pascual (1987-1988)
- Leticia Sabater (1988-1989)
- Emilio Varela (Don Emilio, el pianista)
- Pepe Plana (el jardinero, 1987)
- Chicas Hermida: Consuelo Berlanga, Mariló Montero, Nieves Herrero, Irma Soriano, Miriam Díaz Aroca y Concha Galán.

## Formato
Tan solo un año después del comienzo de emisiones en horario matinal por la entonces única cadena de televisión existente en España, Pilar Miró, a la sazón directora general de RTVE encargó al prestigioso periodista Hermida que pusiera en marcha un formato de magacín para cubrir la programación de nueve a trece horas de lunes a viernes.
Hermida, profesional de larga trayectoria como corresponsal de TVE en Estados Unidos, conocía en profundidad la forma de hacer televisión de las cadenas norteamericanas e importó la fórmula, novedosa en España, de realizar un espacio contenedor en el que tuviesen cabida entrevistas, concursos, actuaciones musicales, debates, series, humor e información.
Existía algún precedente en la TV pública española como los programas Siempre en domingo (1972) o Tarde para todos (1972-1973). Pero se trataba de espacios pensados para la tarde de los domingos y por tanto, diseñados desde diferente perspectiva y con un público objetivo distinto. El horario matinal de lunes a viernes tenía como espectadores potenciales las amas de casa (en una época en la que la incorporación de la mujer al trabajo era aún incipiente) y los jubilados.
El espacio se estrenó incluyendo dos series de televisión que garantizaron la fidelidad de la audiencia: Se estrenaba el culebrón mexicano Los ricos también lloran, con Verónica Castro y se reponía la popular serie norteamericana Dinastía.
En esa primera temporada, el esquema del programa fue el siguiente:
- 9.00 - 9.30 - Introducción a cargo de Hermida; el tema del día, el personaje favorito del día.
- 9.30 - 10.00 - Los ricos también lloran.
- 10.00 - 10.30 - Noticias; debate, entrevista, consultorio.
- 10.30 - 11.00 - Reportaje; curso de inglés Follow me.
- 11.00 - 11.30 - Concurso.
- 11.30 - 12.30 - Hombre rico, hombre pobre / Dinastía.
- 12.30 - 13.00 - Tertulia.

### Secciones
- Apueste por una: Mini-debate sobre temas de actualidad entre María Teresa Campos y Patricia Ballestero, siguiendo el esquema que en radio venía utilizando Campos desde un par de años antes. Con posterioridad el público desde sus casas, y mediante llamadas telefónicas, votaba en favor de los argumentos de una u otra.

- El carro de la compra: Concurso presentado por Irma Soriano. los participantes debían encestar una serie de objetos en un carro de compra a modo de videojuego, obteniendo puntos en función de la categoría del objeto.

- El bote de Don Basilio: Concurso conducido por Javier Basilio, acompañado en una primera etapa por Miriam Díaz Aroca y en la última temporada por Leticia Sabater, que retomaba el tradicional juego de la ruleta.

## Repercusiones
El programa estuvo absolutamente marcado por la personalidad de su director y presentador, su personalísima forma de dirigise a la cámara y de interactuar con sus compañeros. Tras la cancelación de Por la mañana, Hermida mantuvo este estilo de magacín - y a algunos de sus colaboradores - en otros programas posteriores, que respondieron casi íntegramente al proyecto original: A mi manera (1989-1990), en TVE o El programa de Hermida (1991-1992) en Antena 3.
Por otro lado, al tratarse del primer magacín matinal de la historia de la televisión en España, fue pionero en una fórmula en años posteriores repetida hasta la saciedad.  Los iniciales intentos de reproducir con éxito la fórmula recayeron en quienes habían sido colaboradoras de Hermida en Por la mañana. Y de entre ellas, la más aventajada de las alumnas fue María Teresa Campos, que lideró la audiencia de la programación matinal durante los años noventa primero con Pasa la vida (1991-1996) en TVE y luego con Día a día (1996-2004) en Telecinco. Pero también Nieves Herrero con De tú a tú (1990-1993) y Consuelo Berlanga con Tan contentos (1991). Más tarde triunfarían Ana Rosa Quintana y Concha García Campoy manteniendo siempre elementos del espíritu de este programa pionero o Inés Ballester con un espacio que incluso reprodujo el nombre del original: Por la mañana (2002-2007).

## Premios y distinciones
Jesús Hermida recibió los premios TP de Oro al Mejor Presentador, Antena de Oro y Víctor de la Serna todos ellos correspondientes a 1987 por su labor al frente del programa.
Fue considerado por el Grupo Joly uno de los cien mejores programas de la historia de la televisión en España.